# Fricativa alveolar sonora
As fricativas alveolares sonora são sons consonantais. O símbolo no Alfabeto Fonético Internacional que representa esses sons depende se uma fricativa sibilante ou não sibilante está sendo descrita.
- O símbolo para a sibilante alveolar é ⟨z⟩ e o símbolo X-SAMPA equivalente é z. A letra ⟨z⟩ do AFI normalmente não é usada para sibilantes dentais ou pós-alveolares na transcrição estreita, a menos que modificada por um diacrítico (⟨z̪⟩ e ⟨z̠⟩ respectivamente).
- O símbolo do AFI para a fricativa alveolar não sibilante é feito por meio de diacríticos; pode ser ⟨ð̠⟩ ou ⟨ɹ̝⟩.

| Dental        | Denti- alveolar | Alveolar | Post-alveolar | Post-alveolar | Post-alveolar   | Post-alveolar   | Post-alveolar   | Post-alveolar   |
| Dental        | Denti- alveolar | Alveolar | Retraido      | Retroflexa    | Palato-alveolar | Alveolo-palatal | Alveolo-palatal | Alveolo-palatal |
| ------------- | --------------- | -------- | ------------- | ------------- | --------------- | --------------- | --------------- | --------------- |
| Sibilante     | Plana           | z̪        | z̄             | z͇             | z̠               | ʐ               | ʒ               | ʑ               |
| Não sibilante | Plana           | ð        |               | ð̠/ð͇/ɹ̝         |                 | ɻ̝               |                 |                 |
| Não sibilante | Tepe            |          |               | ɾ̞/ɹ̝̆           |                 |                 |                 |                 |

## Sibilante alveolar sonora
A sibilante alveolar sonora é comum nas línguas europeias, mas é relativamente incomum entre linguisticamente em comparação com a variante surda. Apenas cerca de 28% das línguas do mundo contêm uma sibilante oral ou alveolar. Além disso, 85% das línguas com alguma forma de [z] são línguas da Europa, África ou Ásia Ocidental.

### Características
- Seu modo de articulação é fricativa sibilante, o que significa que geralmente é produzida canalizando o fluxo de ar ao longo de uma ranhura na parte posterior da língua até o local de articulação, ponto em que é focado contra a borda afiada dos dentes quase cerrados, causando turbulência de alta frequência.
- Existem pelo menos três variantes específicas de [z]:

1. Alveolar laminar dental (comumente chamado de "dental"), o que significa que é articulado com a lâmina da língua muito próxima aos dentes anteriores superiores, com a ponta da língua apoiada atrás dos dentes anteriores de baixo. O efeito de assobio nesta variedade de [z] é muito forte.[1]
2. Alveolar não retraído, o que significa que é articulado com a ponta ou a lâmina da língua na crista alveolar, denominada respectivamente apical e laminar. De acordo com Ladefoged et al. 1996, cerca de metade dos falantes de inglês usa uma articulação apical não retraída.
3. Alveolar retraído, o que significa que é articulado com a ponta ou a lâmina da língua ligeiramente atrás da crista alveolar, denominada respectivamente apical e laminar. Acusticamente, é próximo a [ʒ] ou laminar [ʐ]. Sua fonação é sonora, o que significa que as cordas vocais vibram durante a articulação.

- É uma consoante oral, o que significa que o ar só pode escapar pela boca.
- O mecanismo de fluxo de ar é pulmonar, o que significa que é articulado empurrando o ar apenas com os pulmões e o diafragma, como na maioria dos sons.

### Ocorrência

#### Dentalizado laminal alveolar
| Língua       | Língua                | Palavra                | AFI                                               | Significado    | Notas                                                                                   |
| ------------ | --------------------- | ---------------------- | ------------------------------------------------- | -------------- | --------------------------------------------------------------------------------------- |
| Armênio      | Oriental              | զարդ                   | O ficheiro de áudio "zaɾd.ogg" não foi encontrado | Decoração      |                                                                                         |
| Azerbaijani  | Azerbaijani           | zoğ                    | [z̪ɔʁ]                                             | Brotar         |                                                                                         |
| Bielorrusso  | Bielorrusso           | база                   | [ˈbäz̪ä]                                           | Base           | Contrasta com forma palatalizada.                                                       |
| Búlgaro      | Búlgaro               | езеро                  | [ˈɛz̪ɛro]                                          | Lago           | Contrasta com forma palatalizada.                                                       |
| Tcheco       | Tcheco                | zima                   | [ˈz̪ɪmä]                                           | Inverno        |                                                                                         |
| Inglês       | Londres multicultural | zoo                    | [z̪ʏˑy̯]                                            | Zoológico      |                                                                                         |
| Francês      | Francês               | zèbre                  | [z̪ɛbʁ]                                            | Zebra          |                                                                                         |
| Húngaro      | Húngaro               | zálog                  | [ˈz̪äːl̪oɡ]                                         | Juramento      |                                                                                         |
| Cassúbio     | Cassúbio              | [ exemplo necessário ] | [ exemplo necessário ]                            |                |                                                                                         |
| Cazaque      | Cazaque               | заң/zan'               | [z̪äŋ]                                             | Lei            |                                                                                         |
| Quirguiz     | Quirguiz              | заң                    | [z̪äŋ]                                             | Lei            |                                                                                         |
| Letão        | Letão                 | zars                   | [z̪ärs̪]                                            | Galho          |                                                                                         |
| Macedônio    | Macedônio             | зошто                  | [ˈz̪ɔʃt̪ɔ]                                          | Porque         |                                                                                         |
| Mirandês     | Mirandês              | daprendizaige          | [d̪əpɾẽd̪iˈz̪ajʒ(ɯ̽)]                                 | Aprendizado    | Contrasta sete sibilantes ao todo, preservando os contrastes ibero-românicos medievais. |
| Polonês      | Polonês               | zero                   | [ˈz̪ɛrɔ]ⓘ                                          | Zero           |                                                                                         |
| Português    | Maioria dos falantes  | Estados Unidos         | [isˈt̪ad̪uz̪‿ʊˈnidᶶz(ˢ)]                             | Estados unidos |                                                                                         |
| Romeno       | Romeno                | zar                    | [z̪är]                                             | Dado           |                                                                                         |
| Russo        | Russo                 | заезжать / zaezžat'    | [z̪əɪˈʑʑætʲ]ⓘ                                      | Pegar          | Contrasta com forma palatalizada.                                                       |
| Servo-croata | Servo-croata          | зајам / zajam          | [z̪ǎːjäm]                                          | Empréstimo     |                                                                                         |
| Eslovaco     | Eslovaco              | zima                   | [ˈz̪imä]                                           | Inverno        |                                                                                         |
| Eslovênio    | Eslovênio             | zima                   | [ˈz̪ìːma]                                          | Inverno        |                                                                                         |
| Turco        | Turco                 | göz                    | [ɟø̞̈z̪]                                             | Olho           |                                                                                         |
| Ucraniano    | Ucraniano             | зуб                    | [z̪ub]                                             | Dente          |                                                                                         |
| Alto sorábio | Alto sorábio          | koza                   | [ˈkoz̪ä]                                           | Cabra          |                                                                                         |
| Usbeque      | Usbeque               | zafar                  |                                                   | Vitória        |                                                                                         |
| Vietnamita   | Hanoi                 | da                     | [z̪äː]                                             | Pele           |                                                                                         |

#### Alveolar não-retraído
| Língua              | Língua              | Palavra       | AFI          | Significado | Notas |
| ------------------- | ------------------- | ------------- | ------------ | ----------- | --- |
| Adigue              | Adigue              | зы            | [ˈzə]ⓘ       | Um          | |
| Albanês             | Albanês             | zjarr         | [zjar]       | Fogo        | |
| Árabe               | Padrão              | زائِر          | [ˈzaːʔir]    | Visitante   | |
| Assamês             | Assamês             | জলকীয়া          | [zɔlɔkija]   | Pimenta     | |
| Assírio neoaramaico | Assírio neoaramaico | ܙܓ            | [ziɡa]       | Sino        | |
| Bengali             | Bengali             | নামাজ           | [namaz]      | Salá        | |
| Bretão              | Bretão              | iliz          | [iliz]       | Igreja      | |
| Chechen             | Chechen             | зурма / zurma | [zuɾma]      | Música      | |
| Holandês            | Holandês            | zaad          | [z̻aːt̻]       | Semente     | Laminal; pode ter apenas atrito médio a baixo na Holanda. |
| Emiliano-romanhol   | Emiliano-romanhol   | raṡån         | [raːz̺ʌŋ]     | Razão       | Apical palatalizado; pode ser [ ]oru[ʒ] ino lugar |
| Inglês              | Inglês              | zoo           | [zuː]ⓘ       | Zoológico   | Ausente em alguns dialetos escoceses e asiáticos. |
| Esperanto           | Esperanto           | kuzo          | [ˈkuzo]      | Primo       | |
| Georgiano           | Georgiano           | ზარი          | [ˈzɑɾi]      | Sino        | |
| Grego               | Atenas              | ζάλη / záli   | [ˈz̻ali]      | Tontura     | |
| Hebraico            | Hebraico            | זאב           | [zeˈʔev]     | Lobo        | |
| Hindustâni          | Hindi               | ज़मीन           | [zəmiːn]     | Terra       | |
| Hindustâni          | Urdu                | زمین          | [zəmiːn]     | Terra       | |
| Japonês             | Japonês             | 全部 / zenbu  | [zembɯ]      | Tudo        | |
| Cabardiano          | Cabardiano          | зы            | [ˈzə]ⓘ       | Um          | |
| Kalaw Lagaw Ya      | Kalaw Lagaw Ya      | zilamiz       | [zilʌmiz]    | Ir          | |
| Caxemire            | Caxemire            | ज़ानुन / زانُن    | [zaːnun]     | Saber       | |
| Malaio              | Malaio              | beza          | [bezə]       | Diferença   | |
| Maltês              | Maltês              | żelu          | [zelu]       | Zela        | |
| Marata              | Marata              | जर            | [zər]        | Se          | |
| Occitano            | Limousin            | jòune         | [ˈzɒwne]     | Jovem       | |
| Persa               | Persa               | گوز           | [guz]        | Farto       | |
| Português           | Português           | casa          | [ˈkazɐ]      | Casa        | |
| Panjábi             | Panjábi             | ਜ਼ਿੰਦਗੀ           | [zɪnˈd̪əgi]   | Vida        | |
| Espanhol            | Andalúcio           | comunismo     | [ko̞muˈnizmo̞] | Comunismo   | Alofone de /s/ antes de consoantes sonoras, quando não é debuccalizado para [ɦ]. Presente em dialetos que realizam /s/ como uma fricativa alveolar não retraída. Antes de /d/ é dentário [z̪]. |
| Espanhol            | América latina      | comunismo     | [ko̞muˈnizmo̞] | Comunismo   | Alofone de /s/ antes de consoantes sonoras, quando não é debuccalizado para [ɦ]. Presente em dialetos que realizam /s/ como uma fricativa alveolar não retraída. Antes de /d/ é dentário [z̪]. |
| Espanhol            | Filipino            | comunismo     | [ko̞muˈnizmo̞] | Comunismo   | Alofone de /s/ antes de consoantes sonoras, quando não é debuccalizado para [ɦ]. Presente em dialetos que realizam /s/ como uma fricativa alveolar não retraída. Antes de /d/ é dentário [z̪]. |
| Espanhol            | Mexicano            | isla          | [ˈiz.lä]     | Ilha        | Alguns dialetos do norte. Corresponde a /s/ em outros dialetos mexicanos e a /θ/ em espanhol peninsular.                                                                                      |
| Suaíli              | Suaíli              | lazima        | [lɑzimɑ]     | Preciso     | |
| Frísio ocidental    | Frísio ocidental    | sizze         | [ˈsɪzə]      | Dizer       | Nunca ocorre em posições no começo de palavras |
| Yi                  | Yi                  | ꍂ / ssy      | [zɹ̩˧]        | Geração     | |
| Iídiche             | Iídiche             | zien          | [zin]        | Filho       | |
| Zapoteco            | Tilquiapano         | guanaz        | [ɡʷanaz]     | Fui pegar   | |

#### Alveolar retraído
| Língua       | Língua                     | Palavra                | AFI         | Significado | Notas |
| ------------ | -------------------------- | ---------------------- | ----------- | ----------- | --- |
| Catalão      | Catalão                    | zel                    | [ˈz̺ɛɫ]      | Zelo        | Apical. |
| Galego       | Galego                     | mesmo                  | [ˈme̞z̺mo̞]    | Mesmo       | Apical. Alofone de /s/ antes de consoantes expressas. Antes de /d/ é pronunciado dentalmente [z̪]. |
| Grego        | Grego                      | μάζα / máza            | [ˈmɐz̠ɐ]     | Massa       | |
| Italiano     | Itália central             | caso                   | [ˈkäːz̠o]    | Caso        | Presente em Lazio no norte do cabo lináro, maior parte de Umbria (exceto Perugia e o extremo sul) e Le Marche e o sul de Potenza. |
| Italiano     | Norte da Itália            | caso                   | [ˈkäːz̠o]    | Caso        | Apical. Presente em muitos áreas norte da La Spezia– Linha Rimini. |
| Italiano     | Sicília                    | caso                   | [ˈkäːz̠o]    | Caso        | Presente ao sul e o oeste de uma linha traçada a partir de Siracusa a Cefalù. |
| Baixo alemão | Baixo alemão               | [ exemplo necessário ] |             |             | |
| Diveí        | Diveí                      | zaraafaa               | [z̺aˈraːfaː] | Girafa      | |
| Mirandês     | Mirandês                   | eisistir               | [e̞jz̺is̺ˈtiɾ] | Existir     | Apical. Os dialetos mirandeses e portugueses vizinhos foram a única tradição oral sobrevivente a preservar todas as sete sibilantes ibero-românicas medievais: ⟨ch⟩ /tʃ, ⟨x⟩/ʃ/, ⟨g⟩/⟨j⟩/ʒ/, ⟨c⟩/⟨Ç⟩/s̪/, ⟨z⟩ /z̪/, ⟨s⟩/ -⟨ss⟩- /s̺/, -⟨s⟩- /z̺/. |
| Occitano     | Gascão                     | casèrna                | [kaz̺ɛrno]   | Quartel     | |
| Occitano     | Languedociano              | véser                  | [bez̺e]      | Ver         | |
| Português    | Costa do norte de Portugal | [ exemplo necessário ] |             |             | Merge com não retraído /z/. |
| Português    | Norte de Portugal          | [ exemplo necessário ] |             |             | Apical. Contrasta com não retraído /z/. |
| Espanhol     | Andeano                    | mismo                  | [ˈmiz̺mo̞]    | Mesmo       | Apical. Alofone de /s/ antes de consoantes. Antes de [d] é pronunciado como [z̪]. |
| Espanhol     | Castelhano                 | mismo                  | [ˈmiz̺mo̞]    | Mesmo       | Apical. Alofone de /s/ antes de consoantes. Antes de [d] é pronunciado como [z̪]. |
| Espanhol     | Região de paisa            | mismo                  | [ˈmiz̺mo̞]    | Mesmo       | Apical. Alofone de /s/ antes de consoantes. Antes de [d] é pronunciado como [z̪]. |

#### Variável
| Língua  | Língua | Palavra | AFI      | Significado | Notas                                                                                                  |
| ------- | ------ | ------- | -------- | ----------- | --- |
| Alemão  | Padrão | sauber  | [ˈzäʊ̯bɐ] | Limpo       | Varia entre laminal dentalizado, laminal não retraído e apical não retraído.                           |
| Italian | Padrão | caso    | [ˈkäːzo] | Caso        | Varia entre laminal dentalizado e apical não retraído.                                                 |
| Italian | Ticino | caso    | [ˈkäːzo] | Caso        | Varia entre laminal dentalizado e apical não retraído. Ambas as variantes podem ser labiodentalizadas. |

## Fricativa alveolar não sibilante sonora
A fricativa alveolar sonora não sibilante é um som consonantal. Como o Alfabeto Fonético Internacional não possui símbolos separados para as consoantes alveolares (o mesmo símbolo é usado para todos os locais de articulação coronais que não são palatalizados), ele pode representar o som de várias maneiras, incluindo ⟨ð̠⟩ ou ⟨ð͇ ⟩ ([ð] Retraído ou alveolarizado , respectivamente), ⟨ɹ̝⟩ (contraído [ɹ]) ou ⟨d̞⟩ (rebaixado [d]).
Poucos idiomas também têm o tepe expresso fricativo alveolar, que é simplesmente uma fricativa alveolar apical muito breve e não sibilante, com a língua fazendo o gesto para um parada com tepe, mas não fazendo contato total. Pode ser indicado no AFI com o diacrítico descendente para mostrar que não ocorre oclusão total. As fricativas com flepe são teoricamente possíveis, mas não são comprovadas.

## Características
- Sua forma de articulação é fricativa, ou seja, produzida pela constrição do fluxo de ar por um canal estreito no local da articulação, causando turbulência.
- No entanto, não tem a língua estriada e fluxo de ar direcionado, ou as altas frequências de uma sibilante.
- Seu local de articulação é alveolar, o que significa que é articulado com a ponta ou a lâmina da língua na crista alveolar, denominada respectivamente apical e laminal.
- Sua fonação é sonora, o que significa que as cordas vocais vibram durante a articulação.
- É uma consoante oral, o que significa que o ar só pode escapar pela boca.
- É uma consoante central, o que significa que é produzida direcionando o fluxo de ar ao longo do centro da língua, em vez de para os lados.
- O mecanismo da corrente de ar é pulmonar, o que significa que é articulado empurrando o ar apenas com os pulmões e o diafragma, como na maioria dos sons.

## Ocorrência
| Língua      | Língua          | Palavra              | AFI                  | Significado | Notas |
| ----------- | --------------- | -------------------- | -------------------- | ----------- | --- |
| Aragonês    | Pirineus        | aire                 | [ˈäi̯ɾ̞e̞]              | Ar          | Com tepe; realização comum de /ɾ/. |
| Tcheco      | Tcheco          | \|čtyři              | [ˈt͡ʃtɪɹ̝ɪ]            | Quatro      | Pode ser uma vibrante múltipla fricativa ou um tepe fricativo. Contrasta com /r/ e /ʒ/.                                                         |
| Dahalo      | Dahalo          | [káð̠i]               | [káð̠i]               | Trabalho    | Apical; africado apenas fracamente. Alofone intervocálico comum de /d̠/, e pode ser um aproximante /ð̠˕/ ou simplesmente um plosivo [d] no lugar. |
| Dinamarquês | Poucos falantes | ved                  | [ve̝ð̠]                | Em          | Laminal. Alofone de /d/ na coda da sílaba; muito mais comummente realizado como como um aproximante.                                            |
| Holandês    | Holandês        | voor                 | [vöːɹ̝]               | Para        | Uma das muitas possíveis realizações de /r/; distribuição não clara.                                                                            |
| Emiliano    | Bolonhês        | chèṡ                 | [ˈkɛːð̠]              | Caso        | Laminal |
| Inglês      | Scouse          | maid                 | [meɪð̠]               | Empregada   | Alofone de /d/. |
| Inglês      | Sul Africano    | round                | [ɹ̝æʊ̯nd]              | Redondo     | Apical, presente em alguns dialetos urbanos. |
| Islandês    | Islandês        | bróðir               | [ˈprou̯ð̠ir]           | Irmão       | Normalmente apical, pode ser mais próximo de uma aproximante.                                                                                   |
| Italiano    | Sicília         | terra                | [ˈt̪ɛɹ̝ä]              | Terra       | Apical; corresponde a /rr/ no italiano padrão.                                                                                                  |
| Manx        | Manx            | mooar                | [muːɹ̝]               | Grande      | Realização comum de /r/ no final de palavras.                                                                                                   |
| Espanhol    | Espanhol        | aire                 | [ˈäi̯ɾ̞e̞]              | Ar          | Com tepe; possível realização de /ɾ/. |
| Sueco       | Padrão central  | vandrare             | [²vän̪ːd̪ɹ̝äɹɛ]         | Andarilho   | Alofone de /r/ na área de Estocolmo |
| Tacana      | Tacana          | [exemplo necessário] | [exemplo necessário] |             | Com tepe. |
| Turco       | Turco           | rüya                 | [ˈɾ̞ÿjä]              | Sonho       | Com tepe; alofone de /ɾ/ no começo de palavras.                                                                                                 |